# Cotesia kariyai
Cotesia kariyai är en stekelart som först beskrevs av Watanabe 1937.  Cotesia kariyai ingår i släktet Cotesia och familjen bracksteklar. Inga underarter finns listade i Catalogue of Life.